# St. Theresia vom Kinde Jesu (Düsseldorf)

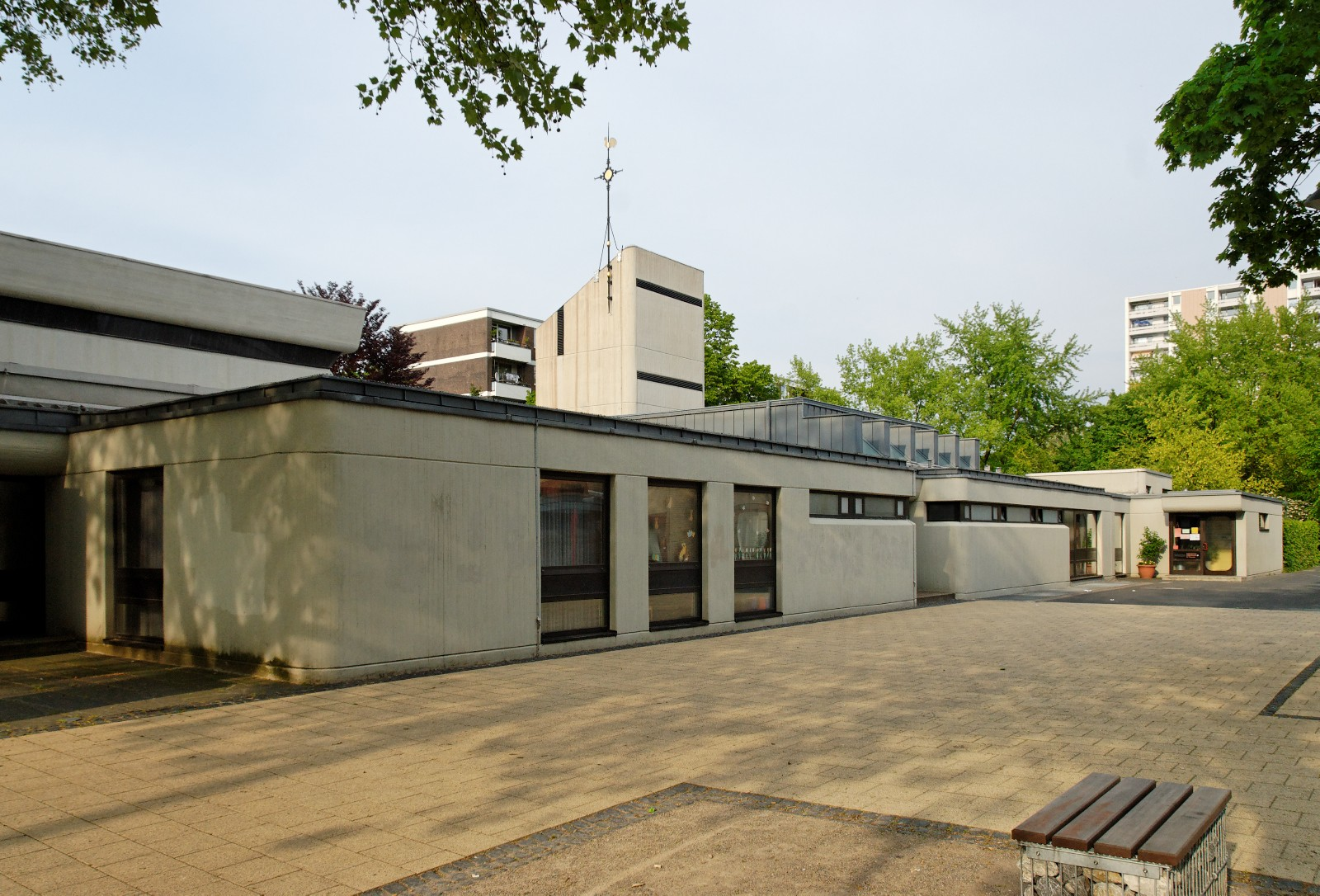
Kirche und Gemeindezentrum von Südwesten gesehen

St. Theresia vom Kinde Jesu ist eine katholische Kirche im Nordosten des Düsseldorfer Stadtteils Garath. Sie ist der Heiligen Theresia von Liseux geweiht und seit 2007 eine Filialkirche der Pfarrei St. Matthäus

## Geschichte
Die Pfarrei wurde 1967 gegründet und ein Jahr später folgte die Gründung des Kirchbauvereins. Die Kirche wurde von 1970 bis 1971 nach Plänen des Architekten Paul Georg Hopmann erbaut und am 3. Oktober 1971 geweiht. Dem bereits 1969 fertiggestellten Pfarrzentrum folgte 1972 der Kindergarten und die Pfarrbücherei. Zum 1. Januar 2007 fusionierte die Pfarrei mit St. Norbert zur neuen Pfarrgemeinde St. Matthäus.

## Architektur
Wie die umgebende Bebauung so wurde auch die Kirche vorwiegend aus Beton erbaut. Die Kirche überragt das umgebende Gemeindezentrum. Die Tageslichtbeleuchtung erfolgt durch ein schmales Fensterband unter der Decke. Der schmale Turm steht als Campanile frei neben der Kirche. Er hat einen rechteckigen Grundriss, die Kanten sind abgerundet.

## Orgel
Die Orgel aus dem Jahr 1973 stammt vom Orgelbauer Klaus Becker in Kupfermühle (heute: Michael Becker Orgelbau). Das Schleifladen-Instrument hat 13 Register auf zwei Manualen und einem Pedal. Die Spiel- und Registertrakturen sind mechanisch.
| I Hauptwerk C–g3 |           |    |
| 1.               | Mixtur IV |    |
| 2.               | Oktave    | 2′ |
| 3.               | Oktave    | 4′ |
| 4.               | Prinzipal | 8′ |
| 5.               | Rohrflöte | 8' |
| 6.               | Trompete  | 8' |

| II Brustwerk C–g3 |             |        |
| 7.                | Quinte      | 1 ⁄3′  |
| 8.                | Nazat       | 2 ⁄3′  |
| 9.                | Terz        | 1 3⁄5′ |
| 10.               | Prinzipal   | 2'     |
| 11.               | Koppelflöte | 4'     |
| 12.               | Gedackt     | 8'     |
|                   | Tremulant   |        |

| Pedalwerk C–f1 |        |     |
| 13.            | Subbaß | 16′ |

- Koppeln: II/I, I/P, II/P
- Tremulant variabel in Frequenz und Amplitude